# Лазурский, Вадим Владимирович
Вадим Владимирович Лазурский (5 марта 1909[по какому календарю?], Одесса — 4 июля 1994, Москва) — советский график, художник книги и шрифта, каллиграф, создатель «Гарнитуры Лазурского».

## Биография
Вадим Владимирович Лазурский родился в Одессе 5 марта 1909 года в семье профессора Новороссийского университета и Одесского института народного образования Владимира Фёдоровича Лазурского (1869—1947). Мать, Наталья Михайловна Богомолец — Лазурская — была театральной актрисой. Готовя Вадима для поступления в реальное училище, Наталья Михайловна прошла с ним весь Ветхий и Новый завет по школьному учебнику. В дополнение к этому отец читал вслух Евангелие, изложенное для детей Львом Толстым.
В 1918 году Вадим Лазурский был принят в первый класс Одесского реального училища Валериана Жуковского.В училище преподавал художник Ладнов, который был первым и единственным учителем каллиграфии.
В феврале 1920 года советская власть окончательно установилась в Одессе, началась перестройка    учебных заведений.
К осени 1922 года Вадим Лазурский был принят в недавно организованную на базе бывшего Реального училища святого Павла профтехшколу " Металл IV ",готовившую к поступлению в Одесский политехнический институт.
Основной костяк педагогов профтехшколы составляли преподаватели реального училища.Рисование преподавал художник Николай Иванович Скроцкий, его сменил Александр Карлович Кальнинг.
После окончания профтехшколы, в 1925 году Лазурский поступил в Одесский художественный институт, в мастерскую П. Волокидина. По окончании института, в 1930 году, Лазурский поступил на фабрику «Межрабпомфильм» художником рисованных фильмов.
В 1935—1941 годах работал в мастерской Всесоюзной торговой палаты, где занимался оформлением выставок, проводившихся за рубежом. С начала 1940-х годов работал художником-оформителем книги в издательствах: «Профиздат», «Искусство», «Гослитиздат», «Молодая гвардия», «Детгиз», «Книга», «Музгиз», Издательства АХ СССР. За свою творческую жизнь Лазурский работал над более чем тремястами изданиями, многие из них стали классическими образцами книжного дизайна.
Участник Великой Отечественной войны. Был переводчиком разведотдела 11-й гвардейской армии.

## Работа над шрифтами
В 1957—1961 годах, выполняя заказ Отдела новых шрифтов НИИ полиграфического машиностроения, Лазурский разработал шрифт, получивший название «Гарнитура Лазурского». Новый шрифт предназначался для набора художественной литературы и изданий по искусству. Создавая «Гарнитуру Лазурского», художник изучил итальянские шрифты эпохи Высокого Возрождения (шрифты Гриффо и Тальенте), а также русские шрифты XVIII века. В 1959 году шрифт Лазурского был удостоен Золотой медали Международной выставки искусства книги (IBA) в Лейпциге. Ещё одну Золотую медаль Лазурский получил за победу в конкурсе IBA-59 на лучшее типографское оформление стихотворения национального поэта. Художник использовал эскизы букв своего шрифта для набора стихотворения Пушкина «Памятник».
Позднее в Отделе наборных шрифтов НПО Полиграфмаш в 1984 была разработана гарнитура (дизайнер Владимир Ефимов, с доработкой полужирных начертаний) на основе оригиналов шрифта (1962). Экспертные комплекты добавлены в фирме ParaGraph в 1997. Новая исправленная цифровая версия, расширенная по составу знаков, подготовлена Изабеллой Чаевой и выпущена компанией ПараТайп в 2014 году.

## Фильмография
- 1934 — Царь Дурандай (художник)
- 1934 — Весёлые ребята (художник-мультипликатор)

## Награды
- Орден Отечественной войны II степени
- Орден Красной Звезды
- За оформление изданий «Музгиза» — Большая серебряная медаль ВДНХ «За успехи в народном хозяйстве» (1961)

## Участие в выставках
- Выставка современной книги: Париж (1956), Лондон (1957)
- 7-я выставка художественной книги Москва-Лейпциг (1959)
- Международные торгово-промышленные выставки (1937—1941, 1946—1951)